# زهاو مينغ جيان
زهاو مينغ جيان (بالصينية: 赵铭) (3 أكتوبر 1987 في الصين - ) هو لاعب كرة قدم صيني في مركز الدفاع. شارك مع منتخب الصين تحت 20 سنة لكرة القدم ومنتخب الصين تحت 23 سنة لكرة القدم. أما مع النوادي، فقد لعب مع نادي غوانغجو آر أند إف وYanbian Funde F.C. ‏.

## وصلات خارجية
- زهاو مينغ جيان على موقع قاعدة بيانات كرة القدم.إي يو (الإنجليزية)